# Fossil (Oregón)
Fossil es una ciudad ubicada en el condado de Wheeler en el estado estadounidense de Oregón. En el año 2000 tenía una población de 5,785 habitantes y una densidad poblacional de 238.3 personas por km².

## Geografía
Fossil se encuentra ubicada en las coordenadas 44°59′53″N 120°12′58″O / 44.99806, -120.21611.

## Demografía
Según la Oficina del Censo en 2000 los ingresos medios por hogar en la localidad eran de $30,250, y los ingresos medios por familia eran $37,125. Los hombres tenían unos ingresos medios de $29,688 frente a los $20,893 para las mujeres. La renta per cápita para la localidad era de $16,236. Alrededor del 12% de la población estaban por debajo del umbral de pobreza.

## Localidades más cercanas
Diagrama de las localidades más cercanas a Fossil 